# Fagner
Fagner, mit vollem Namen Fagner Conserva Lemos (* 11. Juni 1989 in São Paulo), ist ein brasilianischer Fußballspieler, der aktuell beim Cruzeiro EC unter Vertrag steht. Seine bevorzugte Position ist die rechte Abwehrseite.

## Karriere
Fagner stammt aus der Jugend von SC Corinthians aus Brasilien. Dort stieg er im Laufe des Jahres 2006 in den Profikader auf und spielte bis Februar 2007 in sieben Spielen, bevor man ihn bis Sommer 2007 an den Zweitligisten EC Vitória auslieh, wo er die Staatsmeisterschaft von Bahia gewann. Danach verpflichtete der PSV Eindhoven ihn. Dort absolvierte er am ersten Spieltag der Saison 2007/08 sein Debüt. Sein erstes Tor erzielte er am 25. August 2007 beim 5:0-Sieg über NEC Nijmegen. Da er in seinem ersten Jahr in Eindhoven zwar die Meisterschaft gewann, aber dabei nur zu drei Einsätzen kam, wurde sein Vertrag im September 2008 aufgelöst.
Im Winter 2008 erhielt er einen Vertrag in Brasilien beim CR Vasco da Gama. Zur Saison 2012/13 wechselte Fagner zum Bundesligisten VfL Wolfsburg.
Vor der Saison 2013/14 wechselte Fagner auf Leihbasis bis Jahresende zurück zum CR Vasco da Gama.
Im Januar 2014 wurde er zunächst bis zum 31. Dezember 2014 an seinen Heimatklub SC Corinthians weiterverliehen und anschließend fest verpflichtet.
Zum Jahresanfang 2025 wechselte Fagner zum Cruzeiro EC nach Belo Horizonte.

## Nationalmannschaft
Seit 2017 spielt Fagner für die Nationalmannschaft von Brasilien. Im Kader für die Fußballnationalmannschaft war er von Nationaltrainer Tite als Reservespieler eingeplant. Nachdem sich Stammspieler Danilo zu Beginn des Turniers im ersten Spiel gegen die Schweiz verletzt hatte, stand er in den restlichen vier Spielen der Mannschaft in der Startelf.
Auch im Zuge der Copa América 2019 stand Fagner im Kader der Mannschaft. Mit dieser konnte er den Titel gewinnen. Zu einem Einsatz kam er nicht.

## Erfolge
EC Vitória
- Campeonato Baiano: 2007

PSV Eindhoven
- Niederländischer Meister: 2008
- Johan Cruijff Schaal: 2008

CR Vasco da Gama
- Campeonato Brasileiro de Futebol – Série B: 2009
- Copa do Hora: 2010
- Copa do Brasil: 2011

Corinthians
- Campeonato Brasileiro: 2015, 2017
- Staatsmeister von São Paulo: 2017, 2019

Juniorennationalmannschaft
- Campeonato Sudamericano U20: 2007

Nationalmannschaft
- Copa América: 2019

Auszeichnungen
- Team des Jahres des Campeonato Paulista: 2015, 2016
- Bola de Prata: 2017
- Prêmio Craque do Brasileirão: 2017